# Cannon-Bards teori
Cannon-Bards teori är en teori inom psykologin som har att göra med känsla och fysiologisk reaktion. Teorin säger ungefär att känsla och fysiologisk reaktion sker samtidigt.
Teorin har fått sitt namn från Walter Cannon som först kom på den och Philip Bard som gav den sitt stöd.